# PC rady
Časopis PC rady (dřívější název Nejlepší PC rady a návody) přinášel triky a návody pro úspěšnou práci s počítači a elektronikou obecně. Vycházel od října roku 2007 do roku 2012 každý měsíc (dříve vycházel jako čtrnáctideník, poté jako třítýdeník). Každé číslo mělo 68 celobarevných stran a přinášelo tři hlavní rozsáhlá témata, tzv. projekty (např. vypalování DVD, reinstalace počítače, práce ve Windows), a dále kratší tipy a základní představení počítačových komponent a programů.
PC rady byly určené (věčným) počítačovým začátečníkům a středně pokročilým uživatelům. Každé číslo doplňovalo CD s počítačovými programy, hrami apod.
Časopis vycházel v nákladu asi 20 000 ks, měl 5 000 předplatitelů a čtenost 32 000 lidí na jedno číslo. Doplňoval se se svým sesterským počítačovým časopisem Extra PC ze stejného brněnského nakladatelství Extra Publishing.